# Зойнер, Чарлз

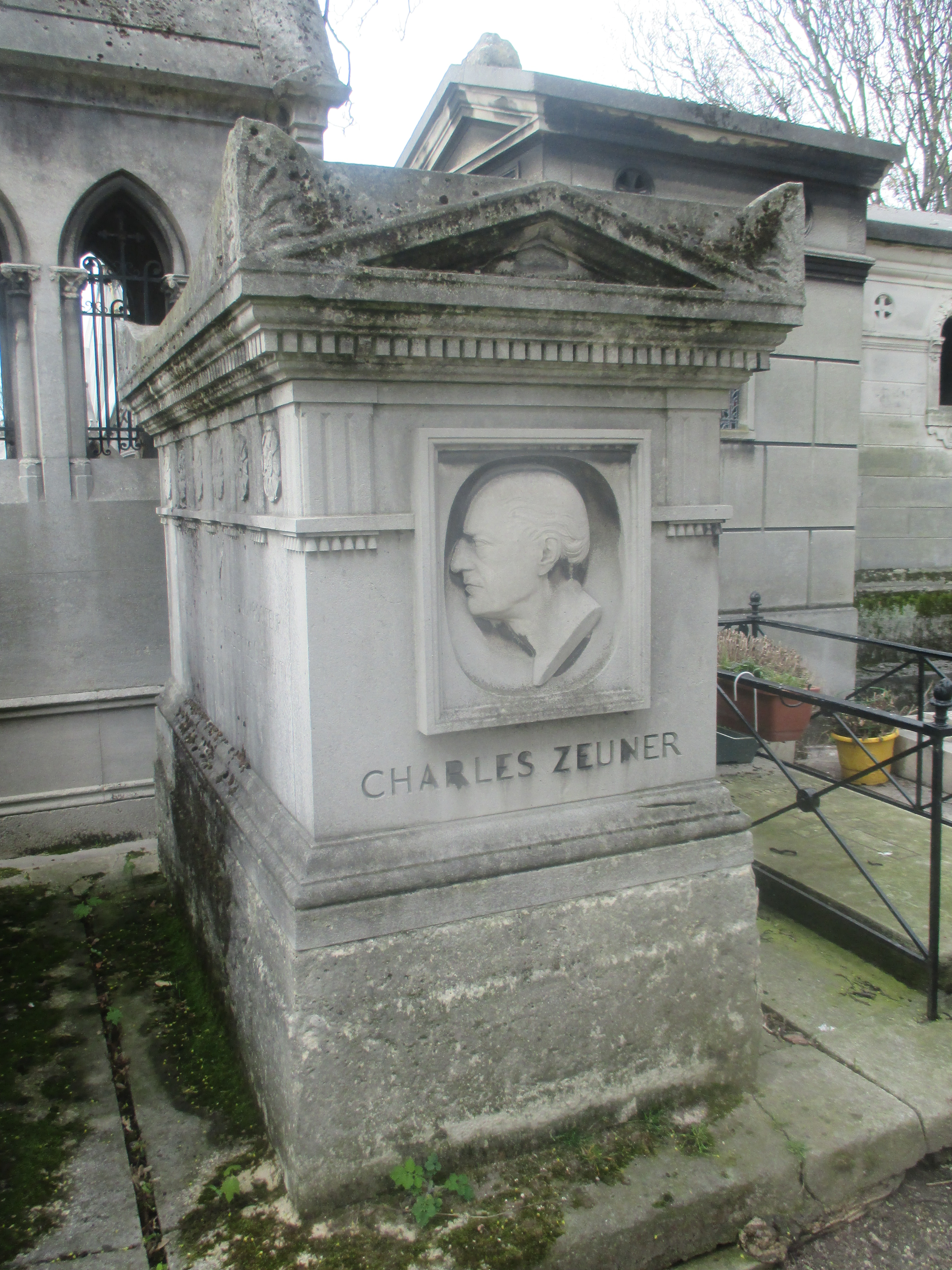
Могила в Париже.

Чарлз Зойнер (англ. Charles Zeuner, настоящее имя Генрих Кристоф Цойнер, нем. Heinrich Christoph Zeuner; 20 сентября 1795, Айслебен — 7 ноября 1857, Филадельфия) — американский композитор и органист германского происхождения.
Учился в Веймаре у Иоганна Непомука Гуммеля и в Эрфурте у Михаэля Готхарда Фишера, служил в придворных и военных оркестрах. В 1822 г. опубликовал несколько фортепианных пьес. В 1824 г. эмигрировал в США и обосновался в Бостоне, в 1830 г. впервые выступил с публичным органным концертом. Служил органистом в различных бостонских храмах, в 1838—1839 гг. возглавлял Общество Генделя и Гайдна. Затем перебрался в Филадельфию, где также служил органистом. В 1857 году у Зойнера начали проявляться признаки сумасшествия, и он покончил с собой.
Зойнер писал органную и фортепианную музыку, в том числе лёгкую (маршевую), её же перелагал для фортепиано. В его церковной музыке центральное место занимает оратория «Праздник кущей» (англ. The Feast of Tabernacles; 1832). Множество переизданий выдержал составленный Зойнером сборник духовной музыки для музыкантов-любителей «Старинная лира» (англ. The Ancient Lyre; 1833), снабжённый и учебно-методической частью.